# Tilman-François Suys
Tilman-François Suys (em neerlandês:  Tieleman Franciscus Suys; 1º de julho de 1783 — 11 de julho de 1861) foi um arquiteto belga. Além de seu país, exerceu sua profissão nos Países Baixos.
Ganhou o Prêmio de Roma de 1812.
Seu filho, Léon Suys, também foi arquiteto.

## Galeria

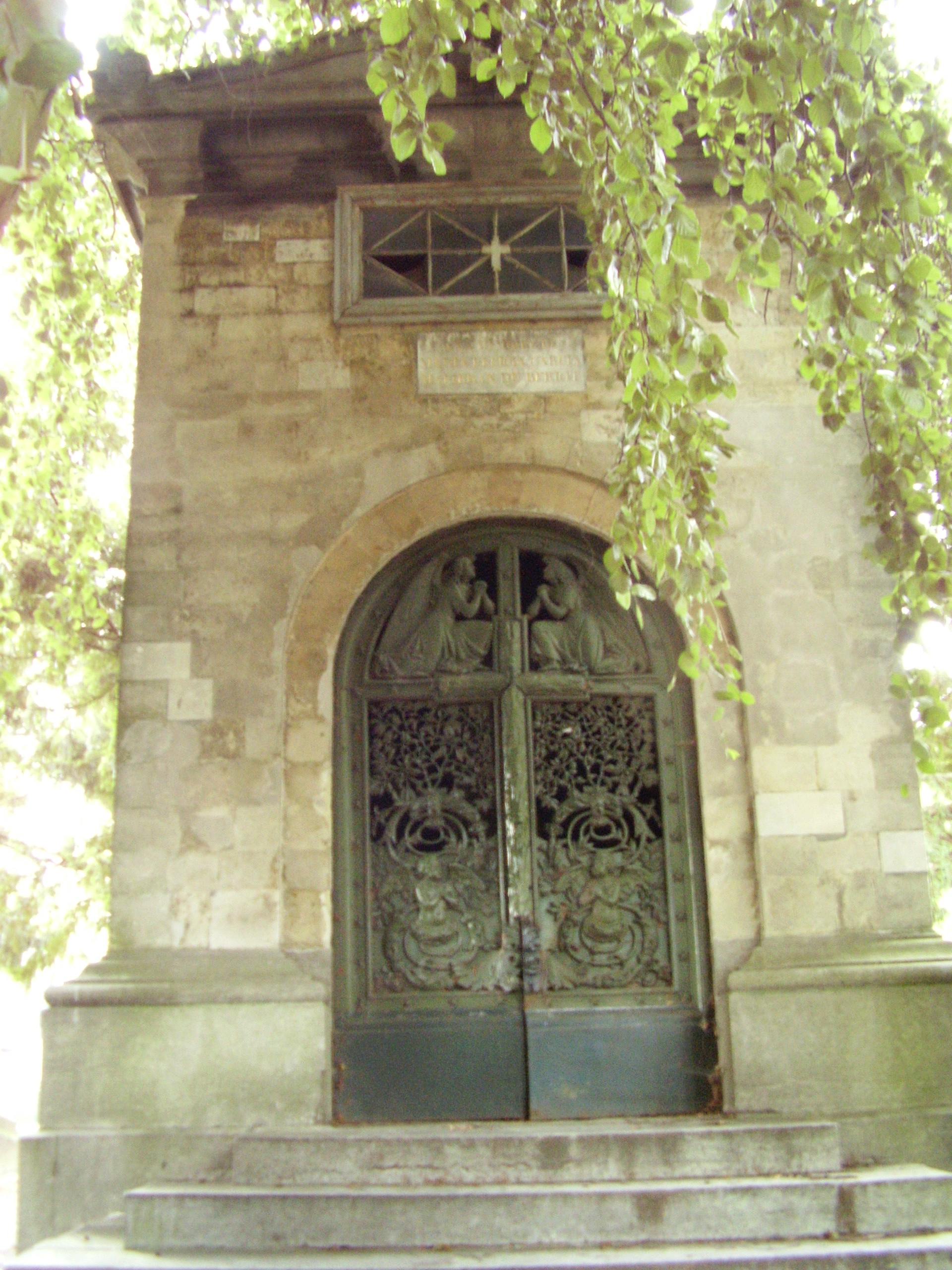
Tumba de Maria Malibran
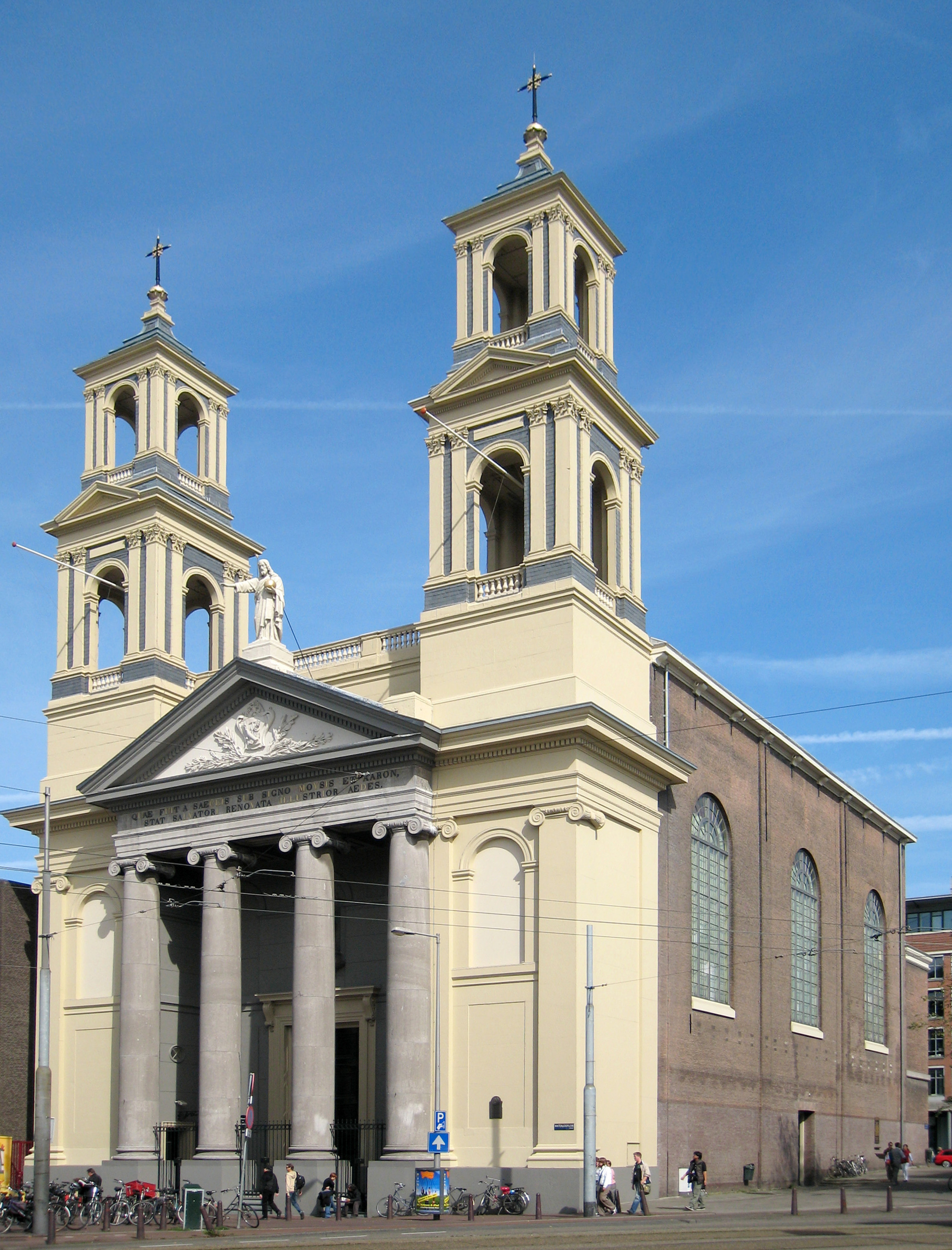
Igreja de Moisés e Aarão, em Amsterdã
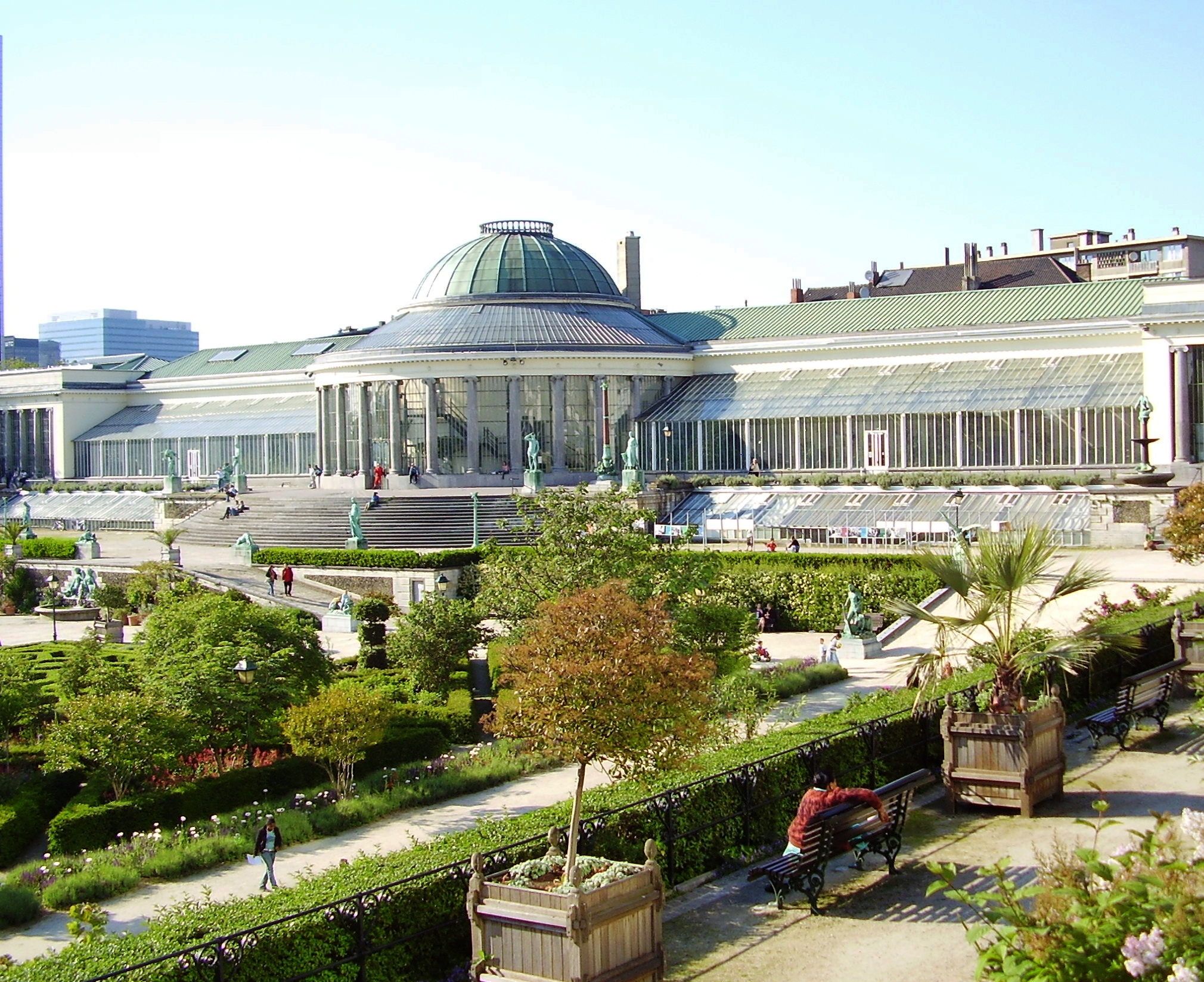
Estufa do Jardim Botânico de Bruxelas